# Chi c'era prima di noi
Chi c'era prima di noi (The Gentle Giants of Ganymede) è un romanzo di fantascienza di James Patrick Hogan. Scritto nel 1978, è il secondo di cinque episodi della serie chiamata "Ciclo dei giganti". Solo tre di questi sono stati pubblicati in Italia da Urania.

## Edizioni
- (EN) James Patrick Hogan, The Gentle Giants of Ganymede, 1978.
- James Patrick Hogan, Chi c'era prima di noi, traduzione di Beata Della Frattina, collana Urania n. 765, Mondadori, 1978.
- James Patrick Hogan, Chi c'era prima di noi, in Le stelle dei giganti, traduzione di Beata Della Frattina, Urania Millemondi n. 74, Mondadori, 2016.